# 46 Aquilae
46 Aquilae este o stea cu magnitudinea 7, aflată în constelația Vulturul. Acesta se găsește la aproximativ 700 de ani-lumina de Pământ. 